# Лацман
Лацман је термин у српском језику, који се користио од 16. века, за романизоване православце и римокатолике, који су са Балканских обала у Јадранском мору одсељени у регион Лацио (Папска држава) или су том региону служили ван њихових граница. Да би неко постао полaтињен или полацмањен, морао је да буде романизован и римокатолик. Лацмани (ћићевци) су били бројно становништво околине града Рима, поред Латина и досељених Морлака, Аустријанаца и Арбанаса помогли су оружано ширење Папске државе на југ Италије где је и даље било Арапа и где су Османске инвазије покушаване и током 17-ог века. Потомци лацмана су бројни у регион Лација, Молизе где има и оних који нису романизовани (Молишки Славени) и Абруцо. Током постојања Папске државе и на кратко током владавине Бенита Мусолинија, данашњи Фрозиноне (округ) је био назван по њима Ћићарија (ита. Ciociaria). Тај назив у Италији носи и њихов дијалекат као и назив њих у смислу етничке групације, Ћићеваци (ита. Ciocia), због опанака који су карактеристични за српски народ.
Спиридон Гопчевић је у својој књизи Црна Гора и Црногорци, током посете Боки након доласка Аустроугара и одласка Млетачке републике са Балканских обала, наишао на Црногорце где је из разговора са њима записао, како Црногорци тумаче ову реч, која је по њима пореклом од Аустроугарских војника: 
Тада се разбуктава и стара мржња против лацмана. Тако се у Црној Гори, наиме, називају сви несрби. Поријекло ове ријечи објаснили су ми на следећи начин: Неколико Црногораца налазило се у Котору у тренутнку када је тамо обављена смјена гарнизона. И тамо су Црногорци чули како се стари и нови војници поздрављају уобичајеним ријечима: "Na, wie gehts, Landsmann?" (Но, како си земљаче.) Од тога је настала ријеч лацман, која се употребљава у смислу презира, као што су Латини имали погрдну ријеч "morlacco" (Морлак).